# Der Herr der Ringe – Der Ringkrieg
Der Herr der Ringe – Der Ringkrieg ist ein strategisches Brettspiel für zwei bis vier Spieler. Das Spiel von den italienischen Autoren Marco Maggi, Francesco Nepitello und Roberto Di Meglio erschien 2004 mit Illustrationen von John Howe bei Nexus Editrice und in einer deutschen Übersetzung 2005 bei Phalanx Games. Die englische Ausgabe erschien bei Fantasy Flight Games und die französische bei Tilsit. 2005 erhielt es den International Gamers Award als bestes Zwei-Personen-Spiel.
2011 wurde das Spiel in einer zweiten Edition von Ares Games neu aufgelegt. Die deutsche Übersetzung erschien 2012 beim Heidelberger Spieleverlag. Aktuell wird es vom Schwerkraft-Verlag vertrieben. 
Das Spiel wird in die Kategorie der komplexen Strategiespiele gezählt und erfreut sich in der Spieleszene großer Beliebtheit.

## Szenario
Das Spiel basiert auf der Herr-der-Ringe-Romantrilogie von J.R.R. Tolkien. In der Modellierung der Figuren sind auch Einflüsse der Herr-der-Ringe-Filme zu erkennen. Im Spiel wird die Zeit vom Aufbruch aus Bruchtal bis zur (theoretischen) Vernichtung des Rings im Schicksalsberg nachgespielt.
Dabei treten alle bekannten Helden (zum Beispiel Boromir) auf. Zusätzlich können sowohl alle  „tatsächlichen“ Ereignisse (zum Beispiel Kankra) als auch neue bzw. im Roman nur angedeutete Ereignisse eintreten (zum Beispiel Elben in Dol Amroth). Auf diese Art bleibt das Spiel dem Szenario treu und erzählt dennoch immer eine neue Geschichte.

## Ausstattung
Die Ausstattung des Spiels ist sehr umfangreich. Neben der großen und detaillierten Landkarte Mittelerdes, die als Spielplan dient, werden 204 Figuren (mehr als 30 verschiedene Modelle) 110 Karten, etliche (Spezial-)Würfel und auch Pappsteine verwendet. Die Figuren selbst sind einfarbige Kunststofffiguren, die von Fans auch bemalt werden können.

## Spielprinzip
Die Spieler befehligen die Armeen der sich in diesem epischen Kampf gegenüberstehenden Gruppierungen: die vereinigten Truppen der Freien Völker und die dunklen Heerscharen des Schattens. Das Spiel beinhaltet dabei zwei Siegmöglichkeiten: 
- Die eine ist die militärische, die erreicht wird, wenn man genügend Festungen und Städte der anderen Seite einnimmt. Diese Siegart wird meist vom Schattenspieler angestrebt, da er über größere Armeen und Produktionsmöglichkeiten verfügt. Außerdem müssen die Freien Völker ihre Truppen erst durch Politik aktivieren.
- Die Hoffnung der Freien Völker liegt meistens in der zweiten Siegmöglichkeit – dem Ring. Schafft es die Gemeinschaft den Ring zu zerstören, gewinnt die gute Seite. Sauron kann dies durch die Jagd nach dem Ring verhindern und verzögern.

Die Spieler verfügen um Aktionen auszuführen über Aktionswürfel, die zu Anfang jeder Runde geworfen werden. Diese ermöglichen Aktionen wie das Rekrutieren oder Bewegen von Truppen oder das Vorrücken der Ringgruppe. Ein Aktionswürfel entspricht dabei einer Aktion. Jeder setzt abwechselnd einen Würfel ein, bis alle verbraucht sind und die nächste Runde beginnt. Auch können mit den Würfeln Ereigniskarten gespielt werden, die besondere Aktionen der Bücher (oder welche, die hätten passieren können) ermöglichen. Alternativ können die Karten auch zur Verstärkung der Kampfkraft in den ausgewürfelten Schlachten eingesetzt werden.   
Die Herausforderung des Spiels liegt in den vielen wegweisenden Entscheidungen. So brauchen Frodo und Sam einerseits die Mitglieder der Gemeinschaft (zum Beispiel Gimli, Legolas) auf dem Weg nach Mordor. Andererseits werden sie auch für die Verteidigung gegen den Schatten als mächtigen Krieger benötigt. Auch braucht der Schattenspieler Aktionswürfel, um seine Angriffe zu koordinieren, muss aber auch welche für die Jagd nach dem Ring einsetzen. Die Ereigniskarten haben ebenfalls zwei Verwendungszwecke, die sich ausschließen.

## Erweiterungen
Für die erste Edition erschien 2006 die Erweiterung Der Herr der Ringe – Die Schlachten des Dritten Zeitalters. Darin werden neue Figuren eingeführt und es ermöglicht, die Schlachten um Minas Tirith und Helms Klamm separat auf anderen Spielplänen zu spielen. Die Erweiterung wurde für den International Gamers Award 2006 nominiert.
Für die zweite Edition sind drei Erweiterungen erschienen: Die Herren von Mittelerde erschien 2012 und beinhaltet vor allem neue Charaktere wie Elrond. Die zweite Erweiterung Die Krieger von Mittelerde erschien 2016 (die deutsche Übersetzung 2017) und fügt als neue Mechanik Fraktionen wie die Ents oder die Dunländer hinzu. Die dritte Erweiterung Die Könige von Mittelerde wurde 2023 veröffentlicht (die deutsche Übersetzung 2024) und führt zwei neue Arten von Charakteren, die Herrscher und die Dunklen Anführer, ein. 

## Kritik
Der Ringkrieg gilt als sehr gelungenes, weil abwechslungsreiches Spiel. Es erreicht einen enormen Detailgrad und damit eine Tiefe in der dargestellten Welt. Allerdings hat dieses Spiel dadurch eine Fülle an Sonderregeln, die Anfänger leicht den Überblick verlieren lassen. Durch die Aktionswürfel und Ereigniskarten hängt der Spielverlauf auch vom Zufall ab. Die Stärke dieses Einflusses wird von Spielern unterschiedlich beurteilt.